# Himiltruda
Himiltruda (c. 742-c.780?) fue una de las parejas de Carlomagno y madre de su primer hijo, Pipino el Jorobado.

## Vida
Se sabe poco acerca de los orígenes de Himiltruda. Pablo Diácono la llama «muchacha noble».
La aparición de su nombre en los libros de los monasterios alemanes sugiere un parentesco con la nobleza germánica, alemana o alsaciana, mientras que otras fuentes la hacen hija de un conde borgoñés y nieta de Grimberto I, conde de París. No es posible, sin embargo, encontrar razones políticas en la relación de Carlomagno con Himiltruda.
Himiltruda probablemente empezó su relación con Carlomagno en vida del padre de este, Pipino el Breve. Cuando Carlomagno subió al trono en 768, Himiltruda no fue nombrada en las fuentes oficiales a diferencia de la madre de Carlomagno, Bertrada de Laon. Himiltruda dio a Carlos un hijo llamado Pipino, poco después de su nacimiento, Carlomagno firmó una alianza con Desiderio, rey de los lombardos. Para sellarla, se acordó que Carlomagno debía desposar a la hija de Desiderio, llamada Desiderata de Lombardía por los historiadores modernos.
Himiltruda fue repudiada y desaparece de los registros históricos. Una tumba excavada en el monasterio de Nivelles contenía el cuerpo de una mujer de cuarenta y cuatro años, identificable con Himiltruda. Si así fuera, Himiltruda habría muerto en 770.
Respecto a su hijo Pipino, fue apodado El Jorobado por una deformidad en la espalda y eclipsado por los hijos del nuevo matrimonio. Tras un intento de rebelión contra su padre, Pipino fue confinado en un monasterio.

## Estado civil
La naturaleza de su relación con Carlomagno es materia de disputa. Einhard, biógrafo de Carlomagno, la llama «concubina» y Pablo Diácono habla del nacimiento de Pipino «antes de matrimonio legal», mientras que una carta del papa Esteban III afirma que Carlomagno y su hermano Carlomán I estaban ya casados (con Himiltruda y Gerberga), y les aconseja no repudiarlas.
Los historiadores han interpretado la información de diferentes maneras. Algunos, como Pierre Riché, está de acuerdo con Einhard en describir a Himiltruda como concubina. Otros, como Dieter Hägemann, consideran a Himiltruda una esposa en el sentido pleno. Incluso los hay que defienden que entre ellos había «algo más que un concubinato y menos que un matrimonio», y lo describen como un Friedelehe, un matrimonio no reconocido por la Iglesia y fácilmente disoluble. Esta forma de relación ha sido vista como un conflicto entre el matrimonio cristiano y la concepción germánica de este, más flexible.